# Dorylus attenuatus
Dorylus attenuatus is een mierensoort uit de onderfamilie van de Dorylinae. De wetenschappelijke naam van de soort is voor het eerst geldig gepubliceerd in 1840 door Shuckard.